# Manuel Rocheman
Pour les articles homonymes, voir Rocheman.
Manuel Rocheman, né à Paris le 23 juillet 1964, est un pianiste de jazz.
Il a notamment joué avec Toninho Horta (en), Ernie Watts, Anthony Ortega (en), Kyle Eastwood, Al Foster, George Mraz, Antonio Sánchez, Scott Colley, Rick Margitza, Chuck Israels, Olivier Ker Ourio, Didier Lockwood, Jean-Luc Ponty, Victor Lewis (en), Jean-Loup Longnon, Teddy Edwards, Johnny Griffin, Bill Mobley (en), Rich Perry (en), Sylvain Beuf, Peter Erskine, Duško Gojković, Michel Legrand, Eddie Gómez, Eddie Henderson, André Ceccarelli, Aldo Romano, Erik Truffaz, Sara Lazarus, François et Louis Moutin, Charles Aznavour, Greg Tardy (en), etc.

## Biographie

### Jeunesse et formation
Fils du comédien et écrivain Lionel Rocheman, Manuel Rocheman grandit dans une famille de musiciens. Il commence l'étude du piano classique à 6 ans. Sa baby-sitter, noire américaine l'initie au blues, au gospel et au jazz.
Il est formé au CNR de Paris où il étudie auprès d'Alberto Neuman, l'un des rares disciples d'Arturo Benedetti Michelangeli. En 1982, il obtient un prix de percussion, et un prix de déchiffrage au piano en 1986.
Il découvre le jazz grâce à un disque d'Oscar Peterson dont il revendique l'influence, ainsi que celle de Phineas Newborn. Il étudie auprès de Bob Vatel, aux côtés duquel il se produit en concert dès ses 12 ans, puis auprès de Gabriel Garvanoff et Michel Sardaby. En 1980, grâce à Vatel, il rencontre Martial Solal, dont il devient le seul véritable élève.
À l'occasion d'un séjour à New York, il a fait, encore adolescent, la connaissance de Tommy Flanagan et de Jaki Byard. Son oreille s'enrichit à l'écoute des trios de Bill Evans, Keith Jarrett, Thelonious Monk, Abdullah Ibrahim, Tete Montoliu et Chick Corea.

### Carrière
Ayant formé son premier trio en 1983, fraîchement diplômé, il se présente l'année suivante au Concours national de jazz de La Défense où il remporte un premier prix de soliste. Peu après, il joue en public des pièces que Solal et lui ont composées[réf. nécessaire]. Fort de ce parrainage — ref nec la carrière de Manuel Rocheman prend alors une véritable dimension professionnelle.
En 2003, il sort son premier album en piano solo, Alone at Last.
Manuel Rocheman manifeste son talent de compositeur au fil de ses albums[réf. nécessaire], notamment ceux enregistrés à New-York en compagnie de George Mraz et Al Foster, ainsi que de Scott Colley et Antonio Sánchez avec lesquels il enregistre Cactus Dance en 2007.
Son album Magic Lights parait chez Bonsaï Music en mars 2021. On le retrouve en quartet avec Rick Margitza et ses fidèles complices Matthieu Chazarenc et Mathias Allamane.

## Distinctions
- 1990 : Prix Boris-Vian de l'Académie du jazz pour son album Trio Urbain[3]
- 1991 : Djangodor pour son album White Keys[2]
- 1998 : prix Django-Reinhardt'[4]

## Discographie

### En tant que leader
- 1990 : Trio urbain, avec François Moutin et Peter Gritz (Nocturne)
- 1991 : White Keys, avec François et Louis Moutin (Nocturne)
- 1996 : Tropic City, avec Christophe Wallemme et Simon Goubert (A-Records)
- 1998 : Come Shine, avec George Mraz et Al Foster (Columbia/Sony)
- 2000 : I am Old Fashioned, avec George Mraz/Al Foster et Riccardo Del Fra/Simon Goubert (Columbia/Sony)
- 2007 : Cactus Dance, avec Scott Colley et Antonio Sánchez (Nocturne)
- 2010 : The Touch of your Lips , avec Mathias Allamane et Matthieu Chazarenc (Naïve)
- 2012 : Café & Alegria, avec Toninho Horta (en), Yuri Popoff, Marcio Bahia, Chico Amaral (Naïve)
- 2014 : Paris-Maurice, avec Nadine Bellombre, Kersley Palmyre, Christophe Bertin, Maurice Manancourt, Patrick Desvaux, Olivier Ker Ourio, Samuel Laval, Marie-Luce Faron (Berlioz Production)
- 2016 : Misterio, avec Mathias Allamane et Mathieu Chazarenc (CC Prod)
- 2021 : Magic Lights, avec Rick Margitza, Mathias Allamane et Mathieu Chazarenc

Solo
- 2003 : Alone at Last - RDC records
- 2004 : Live au New Morning (DVD) - RDC records
- 2018 : At Barloyd's (Jazz&people)

### En tant que sideman
Avec Marius Apostol
- 2012 : Bohemian Jazz Project (City Records)

Avec Patrice Caratini
- 2008 : De l'amour et du réel (Chant du monde)
- 2009 : Latinidades (Chant du monde)

Avec Jacques Vidal
- 1996 : Traverses (Quoi De Neuf Docteur)
- 1999 : Ramblin' (Shaï Records)
- 2001 : Saida (Shaï Records)
- 2005 : Sans issue (Nocturne)
- 2007 : Mingus Spirit
- 2009 : Dans l'esprit de Mingus  (DVD, Pour Voir Productions)

Avec Tomomi Hamasuna
- 2008 : Le Café

Avec Olivier Ker Ourio
- 2007 : Oversea (Dreyfus Records)

Avec Laurent Naouri
- 2007 : Round about Bill (Sisiyphe)

Avec Dusko Goykovich
- 2005 : A Handful O' Soul (Enja records)

Avec Vladimir Cosma
- 2005 : Avec l'Orchestre National de Lyon (Pomme Musique)

Avec Kyle Eastwood
- 2005 : Paris blue (Candid Records)

Avec Caratini Jazz Ensemble
- 2004 : From the ground (Chant du monde)

Avec François Rabbath
- 2004 : In a sentimental mood (King Records)

Avec Akiko
- 2001 : Girl Talk (Verve)

Avec Sylvain Beuf Quintet
- 1999 : La danse des InterNotes (RDC Records)
- 2001 : Soul Notes (Naïve)

Avec Ensemble Opus 16
- 1997 : Rhapsody in Blue (K 617)

Avec Anthony Ortega
- 1992 : On Evidence (Evidence)
- 1994 : Neuf (Evidence)

Avec Didier Levallet Tentet
- 1992 : Générations (Evidence)

Avec Big Band Lumière (Laurent Cugny, Gil Evans)
- 1988 : Rhythm-a-ning (EmArcy Records)